# Alice (serie de televisión de Estados Unidos)
Alice (como Alicía en Latinoamérica) es una comedia de situación estadounidense de la CBS basada en la película Alice Doesn't Live Here Anymore. En Venezuela, se transmitida en Cambrada con el doblaje mexicano en el año 1977 hasta al final de 2003, y luego en 1995 hasta 2000 se retransmitirá de nuevo por el canal The Warner Channel en Latinoamérica.

## Argumento
El personaje principal, Alice, es una viuda con un hijo joven que comienza a trabajar en la cafetería Mel's Diner en Phoenix, Arizona. Allí comparte vivencias con el gruñón jefe Mel y sus compañleras Flo y Vera.

## Spin-Off
Se hizo más tarde un spin-off con el personaje de Flo.[cita requerida]

## Reparto
- Linda Lavin: Alice Hyatt
- Philp McKeon: Tommy Hyatt
- Beth Howland: Vera Louise Gorman
- Vic Tayback: Mel Sharples
- Polly Holliday: Florence Flo Jean Castleberry
- Dave Madden: Earl Hicks
- Marvin Kaplan: Henry Beesmeyer

## La serie en España
Emitida la primera temporada por Televisión española en 1980 y en los años 90 se emitió toda la serie por Telecinco.[cita requerida]

## La serie en Hispanoamérica
Desde 1995 hasta a 2000 se transmitía toda la serie por el canal latinoamericano Warner Channel en 1995 hasta 1999. Se transmitía por primera vez por todos las temporadas en Cambrada en Venezuela, y también en Colombia transmitidas en 1986 hasta 1999 en el canal Telera.[cita requerida]

### Música
"There's A New Girl In Town", interpretada por Linda Lavin